# Cunninghams Gap
Cunninghams Gap är ett bergspass i Australien. Det ligger i regionen Southern Downs och delstaten Queensland, omkring 90 kilometer sydväst om delstatshuvudstaden Brisbane.
Runt Cunninghams Gap är det mycket glesbefolkat, med 5 invånare per kvadratkilometer.. Närmaste större samhälle är Aratula, omkring 15 kilometer nordost om Cunninghams Gap. 
I omgivningarna runt Cunninghams Gap växer huvudsakligen savannskog. Genomsnittlig årsnederbörd är 1 168 millimeter. Den regnigaste månaden är januari, med i genomsnitt 235 mm nederbörd, och den torraste är september, med 32 mm nederbörd.